# Podbrodnica
Podbrodnica – nieoficjalna kolonia wsi Ciche w Polsce położona w województwie kujawsko-pomorskim, w powiecie brodnickim, w gminie Zbiczno.
Miejscowość wchodzi w skład sołectwa Ciche.
W latach 1975–1998 miejscowość administracyjnie należała do województwa toruńskiego.
Zobacz też: Brodnica